# Atlas historique de la Nouvelle-Aquitaine
L’Atlas historique de la Nouvelle-Aquitaine (AHNA) est un projet de recherche en humanités numériques. Il vise à créer un outil de recherche et de documentation rassemblant toutes les informations historiques relatives à l’espace qu’offre la Nouvelle- Aquitaine – les anciens territoires de l’Aquitaine, du Limousin et du Poitou-Charentes. L’AHNA est largement financé par la région Nouvelle-Aquitaine et soutenu par de nombreuses collectivités territoriales dont Grand-Poitiers. Son développement s’inscrit à la fois dans une volonté de connaître et faire connaître le territoire, et dans le grand mouvement d’indexation des contenus numériques (Big data) en lui offrant un cadre de structuration intelligent.

## La création
Lancé en 2018 par Guillaume Bourgeois, L’Atlas historique de la Nouvelle-Aquitaine tire les leçons de projets fondateurs comme Alpage, Paysages et patrimoine du Centre-Ouest, L’Atlas Historique du Limousin,, Poitiers 3D Evolution, Venice Time Machine. Sa réalisation est aux mains d’un consortium de sept laboratoires, regroupant une soixantaine de chercheurs et ingénieurs mené par le Criham de l’Université de Poitiers et de l’Université de Limoges. Il rassemble également le Cemmc (Bordeaux), le LiensS et le Crhia (La Rochelle) ainsi que Ruralités et le CESCM (Poitiers), plusieurs autres équipes régionales ayant d’ores et déjà[Quand ?] manifesté leur souhait de rejoindre l’AHNA.

## L'objectif
L’AHNA vise à rassembler, indexer et fournir de puissantes ressources de navigation dans la documentation touchant à ce vaste territoire. L’objectif est autant de géolocaliser et de chrono-localiser les événements et phénomènes de tous ordres (culturels, politiques, sociaux, économiques…) intervenus dans ce même cadre, de la protohistoire à nos jours. Le projet participe donc de la mise en valeur du territoire à l’ère numérique. Il y a donc trois démarches parallèles dans la construction de ce même système : 
- Celle d’un instrument scientifique collaboratif, plateforme d’agrégation des données illimitées, dans une optique d’Open data, capable de les mettre en relation dans une dimension comparative et savante ;
- Celle d’un outil d’aide à la décision promis à l’usage intensif et des organismes publics. La carte et la donnée historique en sont des éléments fondamentaux : il faut en permanence se référer à des sources patrimoniales ou archéologiques, tant pour les documents de planification que pour la gestion des aménagements ou de la prévention. L’AHNA nourrira donc le dialogue entre collectivités et services de l’État autour de documents opposables. Il alimentera les efforts de pédagogie des élus locaux envers leurs administrés de manière à faciliter l’appropriation voire la coconstruction de politiques ou de décisions publiques de moyen à long terme[source secondaire souhaitée] ;
- Troisième dimension, celle d’un portail d’accès aux richesses du territoire sous la forme d’une application mobile de consultation, via un smartphone. L’instrument manifestera ainsi son utilité et sa grande souplesse, notamment pour le tourisme, en lien avec les dispositifs de guidage interactifs faisant appel à la géolocalisation, par exemple à travers des plateformes de réservation[source secondaire souhaitée].

## L'organisation
L’AHNA offre un débouché au travail de générations de chercheurs, celles d’hier à travers la numérisation et le traitement intensifs des recherches anciennes, celles d’aujourd’hui qu’il mobilise – historiens, géographes, spécialistes du patrimoine, ethnologues ou environnementalistes. L’AHNA réclame d’ores et déjà l’expertise de cent autres spécialités dans les domaines littéraires, médicaux ou techniques, qu’elle vienne d’unités de recherche, de sociétés savantes ou de simples particuliers, et préfigure la formation à la recherche telle qu’elle s’effectuera demain. Les étudiants, massivement associés à sa réalisation, acquerront des compétences techniques et des capacités à s’inscrire dans des réseaux régionaux. On peut parier sur les retombées économiques induites par toutes les innovations regroupées dans ce projet : la formation de ces jeunes collaborateurs induira un effet spin-off avec, à la clef, la création de multiples jeunes entreprises spécialisées dans les services au territoire.[source secondaire souhaitée]

## Le modèle économique
Développé avec l’aide de la région Nouvelle-Aquitaine pour trois années (2018-2020), l’AHNA bénéficie du soutien du Grand-Poitiers, de la Cité de la musique et de l’Abbaye aux Dames de Saintes, de la direction régionale de l’Inventaire, de la Communauté de communes du Bassin de Marennes, du syndicat mixte de Brouage, du PCR (projet collectif de recherche) Marais charentais, et de nombreuses autres collectivités et institutions. Ce partenariat est appelé à s’élargir à travers un modèle incitant ses différents acteurs à bénéficier de ses retombées concrètes, au cœur même de leur propre domaine de rayonnement[source secondaire souhaitée].